# IP (reclameregie)
IP is een reclameregiebedrijf. Het bedrijf is onder andere verantwoordelijk voor de reclameregie op de RTL-zenders. In Vlaanderen is men actief voor VTM. De naam van de Nederlandse tak werd in 2006 gewijzigd naar RTL Nederland Sales waarbij hun logo uit de reclameleaders van RTL verdween. Het hoofdkantoor zit in Luxemburg-stad.